# صف (موسيقى)
الصف هي موسيقى شعبية جزائرية منتشرة في الغرب الجزائري. وتؤديها النساء في الأفراح والأعراس والمناسبات، وهي عبارة عن أهازيج شعبية ترصد أفراح وأحزان النساء، الحب والخيانة، الكراهية والوفاء، وكل ما تعلق بالحياة في السلم والحرب.
وعرف هذا الفن تطورا كبيرا، حيث أدته فرق موسيقية تهتم بالتراث مثل فرقة "نجوم الصف"، التي اشتهرت في تسعينيات القرن الماضي.

## أصل الكلمة
تعود التسمية إلى طريقة أداء هذا التراث، إذ تصطفّ النسوة جنبا إلى جنب في صفين متقابلين، وينطلقن في ترديد الأهازيج الشعبية خاصة في الأفراح مثل:

## وصف
تنتشر الرقصة من سبدو إلى بني سنوس ، ومن سيدي بلعباس إلى عين تموشنت ، وفي المناطق الغربية من الهضبة العليا (البيض والمشرية وسعيدة ) وإلى الجنوب النعامة وعين الصفراء
حيث الأدوات الرئيسية للصفيف هي البندير والآلة الثانية هي دربوكة 

## فرق موسيقية
- نجوم الصف

## وصلات خارجية
- أغاني الصّف